# تود إيبرل
تود إيبرل (بالإنجليزية: Tod Eberle)‏ هو مدرب كرة سلة أمريكي، ولد في 4 يوليو 1886 في واشنطن العاصمة في الولايات المتحدة، وتوفي في 1967 في فيلادلفيا في الولايات المتحدة.